# Rhinoppia parva
Rhinoppia parva är en kvalsterart som först beskrevs av Lombardini 1952.  Rhinoppia parva ingår i släktet Rhinoppia och familjen Oppiidae. Inga underarter finns listade i Catalogue of Life.